# Diário da Justiça
O Diário da Justiça (D.J.) é um veículo de comunicação através do qual a Imprensa Nacional brasileira tornava públicos assuntos relacionados ao Poder Judiciário.  Foi publicado até o final de 2010, quando suas funções foram absorvidas pelos Diários da Justiça Eletrônico de cada tribunal. Até então, o DJ podia ser acessado virtualmente, pela Internet, mas a versão em papel continuava  a ser vendida em bancas de jornais.
Hoje cada tribunal publica as suas decisões eletronicamente. O Diário da Justiça Eletrônico foi criado em 2008.

## História
A Imprensa Nacional é vinculada à Presidência da República Federativa do Brasil. Pelo Decreto nº 16.861, de 27 de março de 1925, foi criado o Diário da Justiça, desmembrado da secção do Diário Oficial da União intitulada "Diário dos Tribunais". A partir de 30 de janeiro de 1931, por força do Decreto nº 19.847, de 10 de abril de 1931, os dois periódicos passaram a editar-se separadamente, sujeitos à venda e assinaturas diversas.
Pelo Decreto nº 24.500, de 29 de junho de 1934, foi dado novo regulamento para a Imprensa Nacional, cujo artigo 44 disciplinou o Diário da Justiça, o qual deveria inserir o resumo do expediente judiciário, os editais dos juízos e tribunais, e a jurisprudência dos tribunais superiores. Posteriormente, com o Decreto-Lei nº 7.831, de 4 de agosto de 1945, foi criada a Seção II de tal diário, a qual caberia as publicações relativas ao serviço eleitoral.
Desde o dia primeiro de outubro de 2007, o DJ era  publicado simultaneamente pela Imprensa Nacional e pelo Superior Tribunal de Justiça. Posteriormente, a publicação impressa foi suspensa e o STJ passou a ser o único editor oficial do Diário da Justiça. Após um período de publicação paralela com o DJ da Imprensa Nacional,  suas matérias passaram a ser veiculadas unicamente nos próprios Diários Eletrônicos.
A partir de 2007, alguns órgãos do Judiciário (inclusive o STJ e o TST)  foram passando gradualmente a publicar seus próprios Diários Eletrônicos via Internet.
Por meio da Resolução n° 341 , de 16 de abril de 2007, foi instituído o Diário da Justiça Eletrônico como instrumento de comunicação oficial, publicação e divulgação dos atos judiciais do Supremo Tribunal Federal.
Finalmente, a Portaria 381 de 2010 da Imprensa Nacional extinguiu o DJ a partir de primeiro de janeiro de 2011.

## Estrutura
O DJ consiste de três seções:
- Seção 1 Publicação dos atos dos Tribunais Superiores do Poder Judiciário, do Ministério Público da União e do Conselho Federal da OAB.
- Seção 2 Publicação dos atos dos Tribunais Regionais Federais e Boletim da Justiça Federal - Seção Judiciária do Distrito Federal.
- Seção 3 Publicação dos atos do Tribunal Regional do Trabalho (10ª Região), do Tribunal Regional Eleitoral (DF), do Tribunal Marítimo, do Tribunal de Justiça do Distrito Federal e dos Territórios, da Ordem dos Advogados do Brasil - Seção do Distrito Federal e do Superior Tribunal de Justiça Desportiva do Futebol.